# 格倫鎮區 (明尼蘇達州艾特金縣)
格倫鎮區（英語：Glen Township）是位於美國明尼蘇達州艾特金縣的一個行政鎮區。

## 地方資料
格倫鎮區的面積為94.80平方千米，當中陸地面積為87.60平方千米，而水域面積為7.20平方千米。根據2020年美國人口普查的數據，當地共有人口432人，而人口密度為每平方千米4.56人。